# Lonchura striata
Lonchura striata е вид птица от семейство Estrildidae. Видът е незастрашен от изчезване.

## Разпространение
Разпространен е в Бангладеш, Бутан, Камбоджа, Китай, Индия, Индонезия, Лаос, Малайзия, Мианмар, Непал, Сингапур, Шри Ланка, Тайван, Тайланд и Виетнам.